# Anorak in the UK
Anorak in the UK è il sesto album dal vivo del gruppo musicale britannico Marillion, pubblicato l'8 aprile 2002 dalla Intact Records.

## Descrizione
Esistono due edizioni dell'album: una da disco singolo riservato alla vendita al dettaglio e una da due CD, distribuita esclusivamente attraverso il sito del gruppo. I concerti fanno parte del tour di supporto al dodicesimo album Anoraknophobia del 2001.

## Tracce
Testi di Steve Hogarth (eccetto dove indicato), musiche dei Marillion.
Edizione singola
1. Separated Out – 6:37
2. Quartz – 9:27
3. Map of the World – 5:05 (testo: Steve Hogarth, Nick Van Eede)
4. Out of This World – 7:10 (testo: Steve Hogarth, John Helmer)
5. Between You and Me – 6:11
6. The Great Escape – 5:57 (testo: Steve Hogarth, John Helmer)
7. King – 7:49
8. If My Heart Were a Ball It Would Roll Uphill – 9:22
9. Waiting to Happen – 5:44
10. Easter – 7:04

Edizione doppia
- CD 1

1. Intro – 0:51
2. Separated Out – 6:26
3. Rich – 5:36
4. Man of a Thousand Faces – 7:52 (testo: Steve Hogarth, John Helmer)
5. Quartz – 9:27
6. Go! – 6:14
7. Map of the World – 5:05 (testo: Steve Hogarth, Nick Van Eede)
8. Out of This World – 7:14 (testo: Steve Hogarth, John Helmer)
9. Afraid of Sunlight – 7:09 (testo: Steve Hogarth, John Helmer)
10. Mad – 5:28

- CD 2

1. Between You and Me – 6:11
2. The Great Escape – 6:10 (testo: Steve Hogarth, John Helmer)
3. If My Heart Were a Ball It Would Roll Uphill – 9:23
4. Waiting to Happen – 5:55
5. Answering Machine – 2:59
6. King – 8:41
7. This Is the 21st Century – 10:18
8. When I Meet God – 10:09

## Formazione
Gruppo
- Steve Hogarth – voce
- Steve Rothery – chitarra
- Mark Kelly – tastiera
- Pete Trewavas – basso
- Ian Mosley – batteria

Produzione
- Dave Meegan – registrazione, missaggio